# Cho Hae-jin
Dans ce nom coréen, le nom de famille, Cho, précède le nom personnel.
Cho Hae-jin (hangeul : 조해진 ; hanja : 趙海珍 ; RR : Jo Hae-jin) est une écrivaine sud-coréenne, née en 1976 à Séoul.

## Biographie

### Jeunesse et formations
Cho Hae-jin naît en 1976 à Séoul.
Elle est diplômée de l'université pour femmes Ewha en éducation, puis de l'école supérieure de la même université en littérature coréenne.

### Carrière
En 2004, elle commencé sa carrière littéraire lorsqu'elle a remporté le Munye Joongang Literary Award du meilleur premier roman.
Fin 2008, elle enseigne aux étudiants en études coréennes dans une université en Pologne, où elle a travaillé comme professeur de coréen pendant environ un an. À ce moment-là, elle tombe sur un article sur les transfuges nord-coréens en Belgique, qui l'inspire, plus tard, pour la publication de son deuxième roman 로기 완 을 만났다(litt. « J'ai rencontré Lo Kiwan »). Ce roman remporte, en 2013, le 31e prix Sin Dong-yup de littérature.
En 2016, elle obtient le 17e prix littéraire Lee Hyo-seok pour la nouvelle 산책자 의 행복 (litt. « Le bonheur d'un marcheur »).

## Critiques
Le critique littéraire Shin Hyeong-cheol écrit dans son analyse à propos du premier roman signé Cho Hae-jin : « Cette auteure n'écrit que sur ceux qui meurent physiquement ou qui sont déjà morts socialement ». En outre, Go Inhwan déclare que « les morts partent de l'intérêt pour la vie des autres, puis à travers le processus douloureux de s'infiltrer dans leur vie, ils permettent aux lecteurs de s'imprégner dans leur moi intérieur de la vie des autres », et qu'ils ont « des schémas de communication d'une clarté aveuglante qui sont gravés à l'intérieur des lecteurs ».
Cho Hae-jin exprime clairement son opinion sur la littérature, en disant : « Fondamentalement, la littérature, et aussi l'identité de la littérature, est comme ça. Traiter avec les personnes sans nom, et le problème du statut et de l'éthique, je crois, n'est pas seulement la nature de la littérature, mais un sujet commun à tous les écrivains. Parce que ceux qui ne manquent de rien, je suis sûre que les autres médias s'en souviendront d'eux-mêmes ».

## Œuvres

### Recueils de nouvelles
Toutes les publications présentées ici sont inédites dans les pays francophones.
- (ko) 천사 들의 도시 [« La Cité des anges »], Minumsa (1re éd. 2008) (ISBN 9788937482014).
- (ko) 목요일 에 만나요 [« On se voit jeudi »], Munhakdongne (1re éd. 2014) (ISBN 9788954624169).
- (ko) 빛 의 호위 [« L'escorte légère »], Changbi (1re éd. 2017) (ISBN 9788936437459).

### Romans
Toutes les publications présentées ici sont inédites dans les pays francophones.
- (ko) 한없이 멋진 꿈 에 [« Dans un rêve infiniment merveilleux »], Munhakdongne (1re éd. 2009) (ISBN 9788954608541).
- (ko) 로기 완 을 만났다 [« J'ai rencontré Lo Kiwan »], Changbi (1re éd. 2011) (ISBN 9788936433857).
- (ko) 아무도 보지 못한 숲 [« Une forêt que personne n'a vue »], Minumsa (1re éd. 2013) (ISBN 9788937473012).
- (ko) 여름 을 지나가 다 [« Passe l'été »], Munye Joongang (1re éd. 2015) (ISBN 9788927806738).

### Anthologie
- Kwon Yeo-seon, Cho Hae-jin, Choi Eun-mi, Jon Kyongnin et Gu Hyo-seo (trad. Kim Jeong-yeon), Amours fantômes, Fuveau, Decrescenzo, coll. « Anthologie de nouvelles », 2017, 210 p. (ISBN 9782367270630, présentation en ligne).

## Adaptation cinématographique
- 2024 : Je m'appelle Loh Kiwan (로기완) de Kim Hee-jin, adapté du roman 로기 완 을 만났다 (litt. « J'ai rencontré Lo Kiwan »)

## Récompenses
- 2004 : Yeoja-ege gileul mutda (여자 에게 길 을 묻다 Demander des instructions à une femme), Prix du nouvel écrivain Munye Joongang.
- 2013 : J'ai rencontré Lo Kiwan (로기 완 을 만났다), 31e Prix Sin Dong-yup de littérature.
- 2014 : Bitui howi (빛 의 호위 The Guard of Light), 5e Prix des jeunes écrivains.
- 2016 : Sanchaekja-ui haengbok (산책자 의 행복 Le bonheur d'un marcheur), Prix littéraire Lee Hyo-seok.
- 2019 : Dansunhan jinsim (단순한 진심, Simple sincérité), Prix Daesan du roman.